# Moyross
Moyross är en ort i republiken Irland.   Den ligger i provinsen Munster, i den centrala delen av landet, 180 km väster om huvudstaden Dublin. Moyross ligger 6 meter över havet och antalet invånare är 4 448.
Terrängen runt Moyross är platt åt sydost, men åt nordväst är den kuperad.Runt Moyross är det tätbefolkat, med 356 invånare per kvadratkilometer. Närmaste större samhälle är Limerick, 2,2 km sydost om Moyross. Trakten runt Moyross består i huvudsak av gräsmarker.